# Fred Meyer
Fred Meyer Stores, Inc. är ett amerikanskt detaljhandelsföretag som driver stormarknader i delstaterna Alaska, Idaho, Oregon och Washington. De driver också bland annat apotek, bagerier, bensinstationer, caféer, förskolor, juvelerare, låssmeder och skomakare i anslutning till sina stormarknader.
Detaljhandelskedjan grundades 1922 av tysk-amerikanen Fred Meyer och i maj 1999 blev man uppköpta av konkurrenten The Kroger Company för 13 miljarder amerikanska dollar.
Huvudkontoret finns i Portland, Oregon.